# Исуатлан-дель-Суресте (муниципалитет)
Исуатлан-дель-Суресте (исп. Ixhuatlán del Sureste) — муниципалитет в Мексике, штат Веракрус, расположен в регионе Ольмека. Административный центр — город Исуатлан-дель-Суресте.